# Savar
Savar (Bengaals: সাভার, Savar of Shabhar) is een upazila van Bangladesh, gelegen in het district Dhaka op een afstand van 24 kilometer ten noordwesten van de stad Dhaka. De plaats genoot landelijk vooral bekendheid vanwege de Jatiyo Smriti Soudho, het nationale monument voor de martelaren uit de Bengaalse vrijheidsoorlog, maar werd in april 2013 internationaal bekend door een fabrieksramp die aan meer dan duizend mensen het leven kostte.

## Geografie
Savar heeft 66956 huishoudens, en een totale oppervlakte van 280,13 vierkante kilometer. De upazila grenst aan Kaliakair en Gazipur Sadar in het Noorden, Keraniganj in het zuiden, Mirpur, Mohammadpur, Pallabi en Uttara thanas in het oosten, en Dhamrai en Singair in het westen.
De grond in Savar bestaat voor het grootste gedeelte uit Alluviaal uit het Pleistoceen. De hoogte van de grond neemt van oost naar west geleidelijk toe. Belangrijke rivieren in Savar zijn de Bangshi, Turag, Buriganga en Karnatali. De Bangshi is tegenwoordig sterk vervuild door industrieel afval.
16.745,71 hectare van Savar is geschikt voor landbouw.
Savar telt 318 moskeeën, 8 kerken, en 68 andere religieuze plaatsen. Qua onderwijs telt Savar 2 universiteiten, 5 hogere scholen, 38 middelbare scholen, 16 madrassa’s, 88 openbare basisscholen, en 13 particuliere basisscholen.

## Geschiedenis
De naam Savar is mogelijk ontstaan uit Shômbhar, de benaming van een nederzetting uit de 7e-8e eeuw, gelegen aan de oever van de Bangshee. Het was de hoofdstad van het Sanbaghrijk. Inscripties op potten uit de zesde eeuw suggereren dat reeds sinds de oudheid handelaren uit andere landen Savar aandoen voor zaken. Volgens een lokale legende zou de monnik Atisha in Savar hebben verbleven in het Rajashanklooster.
Tijdens de Bengaalse vrijheidsoorlog in 1971 waren het cantonment in Savar en de pasgeopende Universiteit van Jahangirnagar enkele van de eerste doelen van het leger. Op 25 maart 1971 was Savar het laatste obstakel voor de opstandelingen voordat ze de hoofdstad bereikten.

## Demografie
In 2022 had Savar in totaal 2.311.796 inwoners, waarvan 54,20% man en 45,80% vrouw. De upazila had een gemiddelde alfabetiseringsgraad van 58,16%, wat iets hoger ligt dan het landelijk gemiddelde voor Bangladesh; 54,4%. Onder mannen bedraagt de alfabetiseringsgraad 64%, onder vrouwen 51%.
Het merendeel van de bevolking in Savar is moslim; 88,59%. Andere religies zijn het hindoeïsme (10,41%), christendom (0,93%) en boeddhisme (0,03%). De resterende 0,04% wordt opgevuld door overige religies.

## Economie
De twee voornaamste economische sectoren in Savar zijn de landbouw, en de fabrieksindustrie.
Landbouwproducten uit Savar omvatten onder andere Jute, knoflook, chili, pinda’s en andere groenten. Ook worden er vruchten geteeld zoals mango, papaja, olijven, guave, bananen en kamranga.
De fabrieksindustrie omvat de productie van onder andere kleding, keramiek, drank, schoeisel, farmaceutische middelen, zeep, bakstenen, en auto’s. Met name de kledingindustrie is sterk vertegenwoordigd in Savar, daar veel grote kledingmerken hier hun kleding laten maken vanwege de lage productiekosten. De laatste jaren ligt de kledingindustrie in Savar echter onder vuur vanwege meerdere incidenten, die terug te voeren zijn op slechte werkomstandigheden. Op 24 november 2012 kostte een brand in een textielfabriek 112 mensen het leven. Op 24 april 2013 stortte het Rana Plaza in, een flat die voornamelijk kledingfabrieken huisvestte, waardoor meer dan 1.127 mensen omkwamen en meer dan 2.500 gewonden vielen.

## Galerij

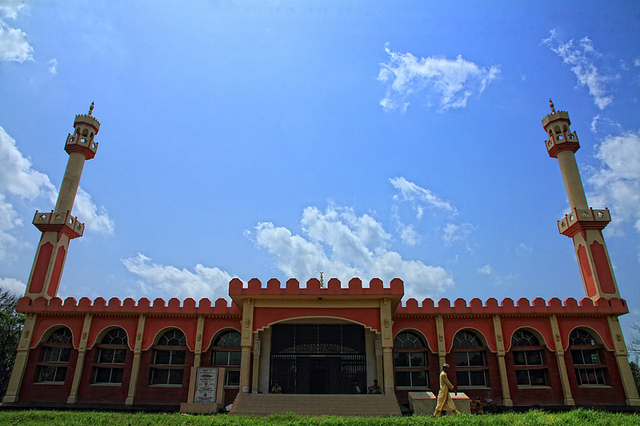
Centrale moskee bij de Universiteit van Jahangirnagar, Savar
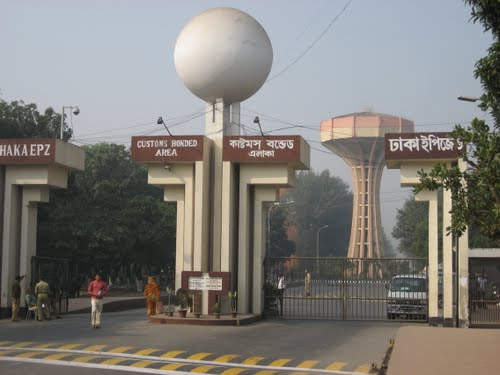
DEPZ
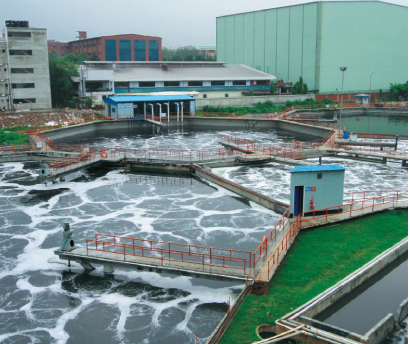
Waterzuiveringsbedrijf
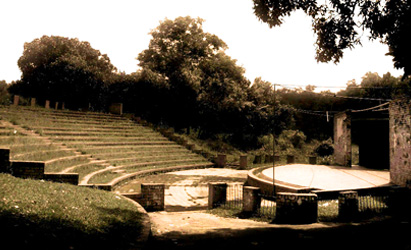
Openluchttheater
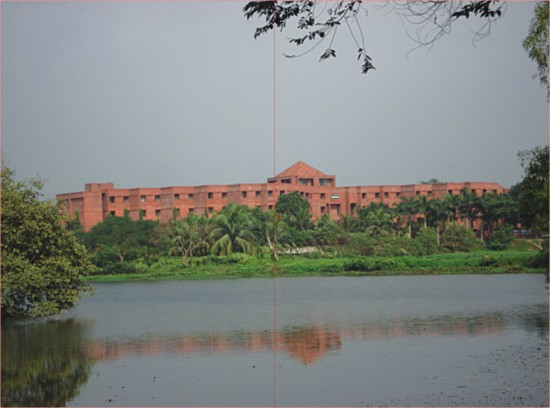
Hostel van de Universiteit van Jahangirnagar